# Stadtrat Glaser
'Stadtrat Glaser' est un cultivar de rosier obtenu en 1910 par le rosiériste allemand Hermann Kiese. Il porte le nom d'un conseiller municipal d'Erfurt de l'époque, ville près de laquelle se trouvait la pépinière de Kiese. Il est peu commercialisé aujourd'hui.

## Description
Cet hybride de thé se présente sous la forme d'un arbuste érigé bien ramifié. Ses fleurs pleines doubles au cœur tubulaire sont d'un jaune très pâle, virant au blanc au fur et à mesure, avec parfois des touches roses sur les bords au début de la floraison, et fleurissent tout au long de la saison en petits bouquets. Elles sont très parfumées.
Sa zone de rusticité commence à 7b, son pied doit donc être protégé en hiver. Il doit être taillé avant le printemps.
Ce cultivar plutôt vigoureux est issu d'un croisement de l'hybride de thé 'Pharisäer' (Hinner, 1901) et d'un semis non nommé. Les dimensions plus petites des fleurs par rapport aux hybrides de thé classiques laissent supposer que ce semis serait celui d'une rose Noisette.